# Roudnytsia
Roudnytsia (ukrainien : Рудниця) est une commune urbaine de l'oblast de Vinnytsia, en Ukraine. Elle compte 1 107 habitants en 2021.